# Campeonato Africano de Atletismo de 2016 - 100 m masculino
A prova dos 100 metros masculino do Campeonato Africano de Atletismo de 2016 foi disputada entre os dias 22 e 23 de junho no Kings Park Stadium  em Durban,  na África do Sul. Participaram da prova 48 atletas sendo que 38 concluíram a prova na fase inicial. 

## Recordes
Antes desta competição, os recordes mundiais e do campeonato nesta prova eram os seguintes:
|                       | Nome           | Nacionalidade | Tempo | Local  | Data                 |
| --------------------- | -------------- | ------------- | ----- | ------ | -------------------- |
| Recorde mundial       | Usain Bolt     | Jamaica       | 9s 58 | Berlim | 16 de agosto de 2009 |
| Recorde do campeonato | Seun Ogunkoya  | Nigéria       | 9s 94 | Dakar  | 19 de agosto de 1998 |
| Recorde africano      | Olusoji Fasuba | Nigéria       | 9s 85 | Doha   | 12 de maio de 2006   |

## Medalhistas
| Ouro                    | Prata               | Bronze              |
| Ben Youssef Meïté (CIV) | Mosito Lehata (LES) | Akani Simbine (RSA) |

## Cronograma
Todos os horários são locais (UTC+2). 
| Data        | Hora  | Evento    |
| ----------- | ----- | --------- |
| 22 de junho | 10:00 | Bateria   |
| 22 de junho | 19:20 | Semifinal |
| 23 de junho | 17:00 | Final     |

## Resultados

### Bateria
Qualificação: 3 atletas de cada bateria (Q) mais os 6 melhores qualificados (q).
| Posição | Bateria | Atleta                  | Nacionalidade                  | Tempo | Notas |
| ------- | ------- | ----------------------- | ------------------------------ | ----- | ----- |
| 1       | 4       | Ben Youssef Meïté       | Costa do Marfim                | 10.22 | Q     |
| 2       | 4       | Gerald Phiri            | Zâmbia                         | 10.23 | Q     |
| 3       | 6       | Emmanuel Matadi         | Libéria                        | 10.24 | Q     |
| 4       | 2       | Akani Simbine           | África do Sul                  | 10.27 | Q     |
| 5       | 5       | Mosito Lehata           | Lesoto                         | 10.32 | Q     |
| 6       | 5       | Karabo Mothibi          | Botswana                       | 10.33 | Q     |
| 7       | 5       | Thando Roto             | África do Sul                  | 10.36 | Q     |
| 8       | 3       | Arthur Gué Cissé        | Costa do Marfim                | 10.39 | Q     |
| 8       | 4       | Suwaibou Sanneh         | Gâmbia                         | 10.39 | Q     |
| 10      | 1       | Josh Swaray             | Senegal                        | 10.44 | Q     |
| 10      | 3       | Adama Jammeh            | Gâmbia                         | 10.44 | Q     |
| 12      | 2       | Gabriel Mvumvure        | Zimbabwe                       | 10.46 | Q     |
| 13      | 1       | Tlotliso Leotlela       | África do Sul                  | 10.47 | Q     |
| 13      | 2       | Aziz Ouhadi             | Marrocos                       | 10.47 | Q     |
| 15      | 3       | Brian Kasinda           | Zâmbia                         | 10.48 | Q     |
| 16      | 3       | Moulaye Sonko           | Senegal                        | 10.49 | q     |
| 17      | 2       | Mark Otieno             | Quênia                         | 10.51 | q     |
| 18      | 1       | Titus Kafunda           | Zâmbia                         | 10.53 | Q     |
| 19      | 6       | Christopher Naliali     | Costa do Marfim                | 10.57 | Q     |
| 20      | 4       | Kokoutse Fabrice Dabla  | Togo                           | 10.64 | q     |
| 21      | 1       | Mlandvo Shongwe         | Essuatíni                      | 10.65 | q     |
| 22      | 2       | Keene Motukisi          | Botswana                       | 10.66 | q     |
| 23      | 4       | Jonathan Permal         | Ilhas Maurícias                | 10.70 | q     |
| 23      | 5       | Gilbert Otieno          | Quênia                         | 10.70 |       |
| 25      | 2       | Mohamed Dawoud          | Egito                          | 10.72 |       |
| 26      | 3       | Even Tjiviju            | Namíbia                        | 10.75 |       |
| 27      | 5       | Ngoni Makusha           | Zimbabwe                       | 10.80 |       |
| 28      | 5       | Shadrack Opoku-Agyeman  | Gana                           | 10.88 |       |
| 29      | 2       | Dylan Sicobo            | Seicheles                      | 10.89 |       |
| 30      | 1       | Holder da Silva         | Guiné-Bissau                   | 10.93 |       |
| 31      | 4       | Abdusetar Kemal         | Etiópia                        | 11.00 |       |
| 32      | 1       | Shingirai Hlanguyo      | Zimbabwe                       | 11.14 |       |
| 33      | 5       | Khumbo Makwakwa         | Malawi                         | 11.42 |       |
| 34      | 4       | Benetch Mulumba Kabongo | República Democrática do Congo | 11.50 |       |
| 35      | 6       | Didier Kiki             | Benim                          | 11.58 | Q     |
| 36      | 3       | Tjimbatu Kauajo         | Namíbia                        | 11.64 |       |
| 37      | 6       | Gat Kuoth Wal           | Sudão do Sul                   | 11.79 |       |
| 38      | 3       | Ben Okecha Paul         | Sudão do Sul                   | 12.02 |       |
| 39      | 6       | Desdmond Aree           | Gana                           | DSQ   |       |
| 39      | 6       | Gange Etemabeka         | República do Congo             | DNF   |       |
| 40      | 1       | Mike Mokamba Nyang'au   | Quênia                         | DNS   |       |
| 40      | 1       | Ebrima Camara           | Gâmbia                         | DNS   |       |
| 40      | 2       | Sidiki Ouedraogo        | Burquina Fasso                 | DNS   |       |
| 40      | 3       | Sean Safo-Antwi         | Gana                           | DNS   |       |
| 40      | 4       | Divine Oduduru          | Nigéria                        | DNS   |       |
| 40      | 5       | Gérard Kobéané          | Burquina Fasso                 | DNS   |       |
| 40      | 6       | Idrissa Adam            | Camarões                       | DNS   |       |
| 40      | 6       | Bediru Mehammed         | Etiópia                        | DNS   |       |

### Semifinal
Qualificação: 2 atletas de cada bateria  (Q) mais os  2 melhores qualificados (q). 
| Posição | Bateria | Atleta                 | Nacionalidade   | Tempo | Notas |
| ------- | ------- | ---------------------- | --------------- | ----- | ----- |
| 1       | 1       | Ben Youssef Meïté      | Costa do Marfim | 10.15 | Q     |
| 2       | 2       | Mosito Lehata          | Lesoto          | 10.20 | Q     |
| 3       | 3       | Emmanuel Matadi        | Libéria         | 10.20 | Q     |
| 4       | 2       | Gerald Phiri           | Zâmbia          | 10.24 | Q     |
| 5       | 3       | Akani Simbine          | África do Sul   | 10.25 | Q     |
| 6       | 1       | Thando Roto            | África do Sul   | 10.28 | Q     |
| 7       | 1       | Karabo Mothibi         | Botswana        | 10.29 | q     |
| 7       | 2       | Tlotliso Leotlela      | África do Sul   | 10.29 | q     |
| 7       | 2       | Adama Jammeh           | Gâmbia          | 10.29 |       |
| 10      | 2       | Josh Swaray            | Senegal         | 10.31 |       |
| 11      | 1       | Gabriel Mvumvure       | Zimbabwe        | 10.39 |       |
| 12      | 1       | Aziz Ouhadi            | Marrocos        | 10.40 |       |
| 13      | 3       | Suwaibou Sanneh        | Gâmbia          | 10.41 |       |
| 14      | 3       | Brian Kasinda          | Zâmbia          | 10.47 |       |
| 15      | 3       | Moulaye Sonko          | Senegal         | 10.48 |       |
| 16      | 2       | Mark Otieno            | Quênia          | 10.49 |       |
| 16      | 3       | Arthur Gué Cissé       | Costa do Marfim | 10.49 |       |
| 18      | 1       | Titus Kafunda          | Zâmbia          | 10.51 |       |
| 19      | 3       | Mlandvo Shongwe        | Essuatíni       | 10.56 |       |
| 20      | 2       | Keene Motukisi         | Botswana        | 10.58 |       |
| 21      | 2       | Christopher Naliali    | Costa do Marfim | 10.62 |       |
| 22      | 1       | Kokoutse Fabrice Dabla | Togo            | 10.74 |       |
| 23      | 1       | Jonathan Permal        | Ilhas Maurícias | 10.74 |       |
| 24      | 3       | Didier Kiki            | Benim           | 11.25 |       |

### Final
| Posição           | Raia | Atleta            | Nacionalidade   | Tempo | Notas |
| ----------------- | ---- | ----------------- | --------------- | ----- | ----- |
| Medalha de ouro   | 3    | Ben Youssef Meïté | Costa do Marfim | 9.95  |       |
| Medalha de prata  | 4    | Mosito Lehata     | Lesoto          | 10.04 |       |
| Medalha de bronze | 7    | Akani Simbine     | África do Sul   | 10.05 |       |
| 4                 | 1    | Tlotliso Leotlela | África do Sul   | 10.24 |       |
| 5                 | 5    | Emmanuel Matadi   | Libéria         | 10.24 |       |
| 6                 | 8    | Karabo Mothibi    | Botswana        | 10.36 |       |
| 7                 | 6    | Gerald Phiri      | Zâmbia          | DNS   |       |
| 7                 | 2    | Thando Roto       | África do Sul   | DNS   |       |

Legenda
| Recorde mundial       | Recorde mundial (World record)               |                       | Recorde africano                      | Recorde africano (African) |                                           | Q | Classificado por posição (Qualified) |
| Recorde do campeonato | Recorde do campeonato (Championship record)  | Recorde da América    | Recorde da América (Americas)         | q                          | Classificado por melhor tempo (Qualified) |   |                                      |
| Melhor marca do ano   | Melhor marca do ano (World leading)          | Recorde asiático      | Recorde asiático (Asian)              | DNS                        | Não largou (Did not start)                |   |                                      |
| Recorde nacional      | Recorde nacional (National record)           | Recorde europeu       | Recorde europeu (European)            | DNF                        | Não terminou (Did not finish)             |   |                                      |
| Recorde pessoal       | Recorde pessoal do atleta (Personal best)    | Recorde da Oceania    | Recorde da Oceania (Oceania)          | DSQ / DQ                   | Desclassificado (Disqualified)            |   |                                      |
| Recorde da temporada  | Recorde da temporada do atleta (Season best) | Recorde sul-americano | Recorde sul-americano (South America) | NM                         | Sem marca (No mark)                       |   |                                      |